# اسب تروآ (رایانش)
اسب تروآ یا اسب تروجان (به انگلیسی: Trojan horse) یک برنامه نفوذی است که از نوع بدافزار است و به سیستم عامل دسترسی سطح بالا پیدا می‌کند در حالی که به نظر می‌آید یک کار مناسب در حال انجام است. یک داده ناخواسته روی سیستم نصب می‌کند که اغلب دارای یک در پشتی برای دسترسی غیرمجاز به کامپیوتر مقصد است.
این در پشتی‌ها گرایش به دیده نشدن توسط کاربران دارند اما ممکن است باعث کند شدن کامپیوتر شوند. تروجان‌ها تلاش برای تزریق به فایل‌ها مانند ویروس‌های کامپیوتری را ندارند. ممکن است اطلاعات را به سرقت ببرند یا به کامپیوتر میزبان صدمه بزنند.
تروجان‌ها ممکن است به وسیله دانلود ناخواسته یا نصب بازی‌های آنلاین یا برنامه‌های تحت شبکه به کامپیوتر هدف دسترسی داشته باشند. این موضوع از داستان اسب تروجان گرفته شده‌ است و نوعی از مهندسی اجتماعی است.

## اهداف و استفاده‌ها
تروجان ممکن است با دسترسی از راه دور نفوذگر، یک سیستم کامپیوتری را هدف قرار دهد. عملیات‌هایی که می‌تواند توسط یک هکر بر روی یک سیستم کامپیوتری مورد هدف اجرا شود شامل:
- استفاده از دستگاه به عنوان بخشی از بات نت (به عنوان مثال برای اجرای خودکار اسپم (یا حمله محروم سازی از سرویس)
- از کار افتادن کامپیوتر
- صفحه آبی مرگ
- سرقت پول الکترونیکی
- سرقت اطلاعات (به عنوان مثال بازیابی کلمه عبور یا اطلاعات کارت اعتباری)
- نصب و راه‌اندازی نرم‌افزار، از جمله بدافزارهای شخص ثالث و باج افزار
- دانلود یا آپلود فایل‌ها بر روی کامپیوتر کاربر
- اصلاح یا حذف فایل
- کی لاگر
- تماشای صفحه نمایش کاربر
- مشاهده وب کم کاربر
- کنترل سیستم کامپیوتری از راه دور
- رمزنگاری فایل
- انحراف اطلاعات
- تغییرات رجیستری
- CPU و GPU بیش از حد
- لینک کردن کامپیوتر به بات نت
- با استفاده از کامپیوتر آلوده به عنوان پروکسی برای فعالیت‌های غیرقانونی و حمله به کامپیوترهای دیگر.
- نصب خود به خود برنامه‌ها

تروجان‌ها از کانال‌های Covert برای ارتباط استفاده می‌کنند. بعضی از تروجان‌های کلاینت از کانال‌های Covert برای ارسال دستورالعمل به عنصر سرور در سیستم به خطر افتاده، استفاده می‌کنند؛ که این سبب می‌شود که ارتباطات تروجان به سختی رمزگشایی و درک شود.

## استفاده کنونی
شرکت امنیتی پاندا در گزارش تازه خود که به بررسی وضع امنیت سایبر در سال ۲۰۱۱ اختصاص دارد، تصویر کاملی از تحولات مرتبط با امنیت در فضای مجازی ارائه کرده‌است. نکته مهمی که در این گزارش به چشم می‌خورد، افزایش دامنه فعالیت تروجان‌های مخرب است؛ به گونه‌ای که از میان انواع بدافزارها شامل ویروس، کرم، تروجان و… این تروجان‌های نفوذگر هستند که بخش عمده تهدیدات سایبری را به خود اختصاص داده‌اند.
در بخشی از این گزارش که به بررسی آلودگی‌های بدافزاری اختصاص دارد، آمار مفصلی دربارهٔ دسته‌بندی تهدیدات سایبری ارائه شده‌است. بر همین اساس در حالی که در سال ۲۰۰۹، ۶۰ درصد از کل بدافزارها را تروجان‌ها تشکیل می‌دادند، این رقم در سال ۲۰۱۰ به ۵۶ درصد کاهش یافته‌است. اما در سال ۲۰۱۱ با رشدی حیرت‌انگیز به ۷۳ درصد رسیده‌است.

## روش‌های نفوذ
1. دانلود کردن نرم‌افزار: شما نرم‌افزاری را دانلود می‌کنید و تروجان در پس این نرم‌افزار پنهان شده و وارد سیستم شما می‌شود.
2. سایت‌های مخرب: وقتی شما وارد سایتی می‌شوید، سایت یک برنامه را روی سیستم شما اجرا می‌کند و تروجان را وارد سیستم شما می‌کند.
3. ایمیل: احتمال دارد همراه با ایمیل فایلی باشد که اگر شما آن را باز کنید، تروجان وارد سیستم شما شود.
4. استفاده از نقص نرم‌افزارها: تروجان از طریق نقص‌هایی که در نرم‌افزارهایی مثل مرورگر وجود دارد، وارد سیستم شما می‌شود.
5. از طریق دیسکت‌ها

## نشانه‌های نفوذ تروجان
هر عملی که بدون مداخله کاربر انجام شود، نشانه‌ای از حمله تروجان است.
برخی از علائم تروجان عبارتند از:
- فایل‌هایی به صورت خودکار از پرینتر، پرینت گرفته می‌شوند.
- کلیدهای راست و چپ ماوس، به صورت معکوس کار می‌کنند.
- نشانگر ماوس، ناپدید یا جابجا می‌شود.
- شرکت ISP به کاربر اعتراض می‌کند که کامپیوترش عملیات IP Scanning انجام می‌دهد.
- پسوردهای اکانت‌ها تغییر می‌کند یا اشخاص دیگری می‌توانند به اکانت‌ها دسترسی داشته باشند.
- مودم به صورت خود به خود به اینترنت متصل می‌شود.[۹]
- سرعت انتقال داده و پهنای باند اینترنت شخص افت پیدا می‌کند.

## روش شناسایی تروجان‌ها
- پورت را با استفاده از ابزارهایی همچون Netstat, Fport و TCPViwe اسکن می‌کنیم تا پورت‌های باز مشکوک پیدا کنید.
- پردازش‌های در حال اجرا با استفاده از Process Viewer, What's on my computer, Insider اسکن کنید تا پردازش‌های مشکوک را ببینید.
- با استفاده از ابزارهایی همچون What's on my computer و MS Config رجیستری را اسکن کنید تا ورودی‌های مشکوک را پیدا کنید.
- فعالیت‌های مشکوک شبکه را با استفاده از Ethereal اسکن کنید.
- از تروجان اسکنرها برای یافتن تروجان‌ها استفاده کنید.

## اسب‌های تروجان متداول
- PC Optimiser pro
- نت باس (توسط Carl-Fredrik Neikter)
- ساب سون یا Sub۷ (توسط Mobman)
- بک اریفایس (اسب تروآ)
- بیست (اسب تروآ)
- زئوس (اسب تروآ)
- Trojan.Agent
- The Blackhole exploit kit
- Flashback Trojan
- ProRat
- ZeroAccess
- Koobface
- Njrat
- Darkcomet
- time service(android)
- monkey test(android)
- Diablo

## ابزارهای ساخت تروجان
ابزارهای زیادی برای ساخت تروجان وجود دارد که به هکرها در ساخت تروجان مورد نظرشان کمک می‌کند. این ابزارها به هکرها برای ساخت تروجان سفارشی شده کمک می‌کنند و اگر به درستی استفاده نشوند، خطرناک می‌شوند و می‌توانند آسیب برسانند.
تروجان‌هایی که با استفاده از این ابزارها و به صورت سفارشی ساخته می‌شوند، یک مزیت بزرگ دارند و آن این است که از دید نرم‌افزارهای آنتی‌ویروس مخفی می‌مانند؛ برای اینکه با هیچ‌کدام از signatureهایی که در نرم‌افزار آنتی‌ویروس وجود دارند، مشابه نیستند.
برخی از ابزارهای ساخت تروجان مانند:
- Senna Spy Generetor
- Trojan Horse Construction Kit
- Progenic Mail Trojan Construction Kit
- Pandora’s Box